# Мухаммад IV аль-Хади
Мухаммад IV аль-Хади (араб. محمد الهادي باي بن علي), более известный как Хади Бей (Ле-Бардо, 24 июня 1855 — Карфаген, 11 мая 1906) — четырнадцатый бей Туниса (1902—1906) из династии Хусейнидов, сын Али III ибн аль-Хусейна.

## Биография
Он был назван Беем аль-Махаллом (наследником) 3 декабря 1898 года и стал беем Туниса в день смерти его отца, 11 июня 1902 года. Церемония коронации проходила в тронном зале дворца в Тунисе, в присутствии резидента Франции. Хеди Бей был назначен Генералом Дивизии Армии Бейлика, а когда он стал Беем аль-Махаллом, ему было присвоено звание маршала.
После спора в 1904 году с французским генерал-резидентом Стефаном Пишоном по поводу увольнения его Великого визиря Мухаммеда Азиза Буаттура, он перенёс инсульт, вызвавший паралич нижних конечностей. Незадолго до его смерти вспыхнули Беспорядки в Тала-Кессерине, на которых произошло первое насильственное сопротивление власти со времени начала протектората.
Он умер в своём дворце в Карфагене, Дермехе, и был похоронен в мавзолее Турбет эль-Бей в медине Туниса. Наследником стал его двоюродный брат Мухаммед V ан-Насир.